# Buchenkamp
Buchenkamp (dawniej Volksdorf Ost) – stacja metra hamburskiego na linii U1. Stacja została otwarta 5 listopada 1921. 

## Położenie
Stacja Buchenkamp posiada peron wyspowy o długości 120 metrów, położony na nasypie, na zachód od "Moorbekweg".
Odcinek linii U1 pomiędzy Volkdsorf i Buchenkamp jest dwutorowy, natomiast pozostała część linii na wschód od stacji jest jednotorowy (z wyjątkiem stacji metra).